# UFC 86
UFC 86: Jackson vs. Griffin è stato un evento di arti marziali miste tenuto dalla Ultimate Fighting Championship il 5 luglio 2008 al Mandalay Bay Events Center di Las Vegas, Stati Uniti d'America.

## Retroscena
Frank Mir avrebbe dovuto combattere con Justin McCully ma il suo incontro venne cancellato quando egli stesso firmò come allenatore della successiva stagione del reality show The Ultimate Fighter.
Gli incontri Chris Wilson-Steve Bruno e Ben Saunders-Jared Rollins vennero spostati a UFC 87.

## Risultati

### Card preliminare
- Incontro categoria Pesi Leggeri:  Jorge Gurgel contro  Cole Miller

Miller sconfisse Gurgel per sottomissione (strangolamento triangolare) a 4:48 del terzo round.
- Incontro categoria Pesi Leggeri:  Melvin Guillard contro  Dennis Siver

Guillard sconfisse Siver per KO (pugni) a 0:36 del primo round.
- Incontro categoria Pesi Leggeri:  Corey Hill contro  Justin Buchholz

Buchholz sconfisse Hill per sottomissione (strangolamento da dietro) a 3:57 del secondo round.
- Incontro categoria Pesi Massimi:  Gabriel Gonzaga contro  Justin McCully

Gonzaga sconfisse McCully per sottomissione (americana) a 1:57 del primo round.

### Card principale
- Incontro categoria Pesi Leggeri:  Tyson Griffin contro  Marcus Aurélio

Griffin sconfisse Aurélio per decisione unanime (30–27, 30–27, 30–27).
- Incontro categoria Pesi Welter:  Josh Koscheck contro  Chris Lytle

Koscheck sconfisse Lytle per decisione unanime (30–26, 29–27, 30–28).
- Incontro categoria Pesi Leggeri:  Joe Stevenson contro  Gleison Tibau

Stevenson sconfisse Tibau per sottomissione (strangolamento a ghigliottina) a 2:57 del secondo round.
- Incontro categoria Pesi Medi:  Patrick Côté contro  Ricardo Almeida

Côté sconfisse Almeida per decisione divisa (29–28, 28–29, 29–28).
- Incontro per il titolo dei Pesi Mediomassimi:  Quinton Jackson (c) contro  Forrest Griffin

Griffin sconfisse Jackson per decisione unanime (48–46, 48–46, 49–46) e divenne il nuovo campione dei pesi mediomassimi.

## Premi
Ai vincitori sono stati assegnati 60.000$ per i seguenti premi:
- Fight of the Night:  Quinton Jackson contro  Forrest Griffin
- Knockout of the Night:  Melvin Guillard
- Submission of the Night:  Cole Miller